# Oud-Annerveen
Oud-Annerveen – wieś w Holandii, w prowincji Drenthe, w gminie Aa en Hunze.